# Pozostałości zespołu dawnego kościoła św. Marka Ewangelisty w Rzochowie
Pozostałości zespołu dawnego kościoła św. Marka Ewangelisty w Rzochowie – kaplica grobowa Boguszów oraz cztery kapliczki w linii ogrodzenia dawnego cmentarza przykościelnego znajdujące się w Mielcu, na osiedlu Rzochów, przy ulicy Rzochowskiej, obok rzymskokatolickiego kościoła św. Marka Ewangelisty. Pozostałości zespołu kościoła są wpisane do rejestru zabytków nieruchomych województwa podkarpackiego pod numerem A-613 z 22.08.1994. Drewniany kościół św. Marka z 1840 wraz z drewnianą dzwonnicą został w 2010 przeniesiony do skansenu w Kolbuszowej.

## Kaplica grobowa Boguszów
Neogotycka kaplica została wybudowana w 1877. Zbudowana na rzucie kwadratu kaplica jest murowana i otynkowana. Dwuspadowy dach kryty jest dachówką. Cztery okna oraz drzwi są zamknięte ostrołukowo. Na szczycie ujętym obeliskami znajduje się napis: GROBOWIEC RODZINY BOGUSZÓW.

## Kapliczki
Cztery kapliczki fundacji Anny Rusin zostały wybudowane w 1885. Znajdowały się one w linii ogrodzenia dawnego cmentarza kościelnego. Są murowane i otynkowane, przykryte dwuspadowymi daszkami z blachy. Od frontu mają głębokie wnęki zamknięte łukami. 